# The Beggar's Deceit
The Beggar's Deceit er en britisk stumfilm fra 1900 af Cecil Hepworth.